# Statistiklabor
Das Computerprogramm Statistiklabor (Statistical Lab) war ein explorativer und interaktiver Werkzeugkasten zur statistischen Analyse und Visualisierung von Daten. Seit 2011 gibt es keine auf modernen Windows-Versionen lauffähige Version mehr; die Entwicklung wurde im selben Jahr eingestellt. Die Webseite des Projektes wird nicht mehr aktualisiert und dient seither nur noch der Dokumentation.

## Entwicklungsgeschichte und Funktionsumfang
Das Statistiklabor unterstützte durch einen sehr anschaulichen Ansatz und durch eine Reihe von Funktionen insbesondere die Ausbildung im Fach Statistik in den Wirtschafts- und Sozialwissenschaften. Das Programm wurde vom Center für Digitale Systeme der Freien Universität Berlin entwickelt. Seit dem 27. September 2006 und der Version 3.5 steht das Statistiklabor als freie Software im Quellcode unter GPL zur Verfügung. Vorherige Versionen waren Freeware für nicht-kommerzielle Anwendungen.
Einfache oder auch komplexe statistische Probleme konnten mit Hilfe des Statistiklabors simuliert, bearbeitet und individuell gelöst werden. Das Programm konnte durch externe Bibliotheken erweitert werden. Über diese Bibliotheken war darüber hinaus auch eine Anpassung an individuelle und lokale Anforderungen wie beispielsweise einzelne Statistik-Kurse für bestimmte Anwendergruppen möglich. Die vielfältigen grafischen Darstellungsvarianten ermöglichten anschauliche Visualisierungen der zugrundeliegenden Daten.
Das Statistiklabor war der Nachfolger von Statistik interaktiv!. Im Gegensatz zum kommerziellen SPSS war das Statistiklabor didaktisch motiviert. Es richtete sich vorwiegend an statistische Laien. Um die Einstiegshürden für Studierende in die Statistik so niedrig wie möglich zu halten, verband das Statistiklabor Datensätze, Häufigkeitstabellen, Zufallszahlen, Matrizen etc. in einem anwenderfreundlichen virtuellen Arbeitsblatt, das den Nutzern ermöglichte, explorativ und spielerisch Berechnungen, Analysen, Simulationen und Datenmanipulationen durchzuführen.
Für die mathematischen Berechnungen verwandte das Statistiklabor die Programmiersprache R, eine freie Implementierung der von den Bell Laboratories entwickelten Sprache S zur Verarbeitung statistischer Daten. Das R-Projekt wird ständig von der R-Community, einer weltweiten Gemeinschaft von freiwilligen Entwicklern, weiterentwickelt.